# Kei Nishikori
Kei Nishikori (japansk: 錦織 圭, født 29. december 1989 i Shimane, Japan) er en professionel tennisspiller fra Japan. Hans højeste placering på ATP`s rangliste er en 4. plads som han opnåede i marts 2015.

## ATP-titler

### Single
| No. | Dato              | Turnering         | Underlag | Finale-modstander | Finale-resultat  |
| --- | ----------------- | ----------------- | -------- | ----------------- | ---------------- |
| 1.  | February 11, 2008 | Delray Beach, USA | Hard     | James Blake       | 3–6, 6–1, 6–4    |
| 2.  | April 21, 2008    | Bermuda           | Clay     | Viktor Troicki    | 2–6, 7–5, 7–6(5) |